# Vincenzo Giustiniani (vescovo)
Vincenzo Giustiniani (Venezia, 1590 – Brescia, 13 febbraio 1645) è stato un vescovo cattolico italiano.

## Biografia
Appartenente alla famiglia evangelica dei Giustinian, nacque a Venezia nel 1590 e ben presto venne avviato alla carriera ecclesiastica.
Il 18 dicembre 1623 fu nominato vescovo di Treviso; venne consacrato il 7 gennaio 1624 per le mani del cardinale Pietro Valier (co-consacranti il vescovo di Feltre Agostino Gradenigo e il vescovo di Chioggia Pasquale Grassi).
Il 31 gennaio 1633 venne trasferito alla guida della diocesi di Brescia, dove rimase fino alla morte, avvenuta il 13 febbraio 1645.
È sepolto presso il duomo vecchio di Brescia.

## Genealogia episcopale
La genealogia episcopale è:
- Cardinale Pietro Valier
- Vescovo Vincenzo Giustiniani